# Gare de Torfou
Gare de Torfou vasútállomás Franciaországban, Torfou településen.

## Vasútvonalak
Az állomást az alábbi vasútvonalak érintik:
- Clisson-Cholet-vasútvonal

## Kapcsolódó állomások
A vasútállomáshoz az alábbi állomások vannak a legközelebb:
- Gare de Boussay - La Bruffière
- Gare de Cholet